# Chrysotrichia menara
Chrysotrichia menara är en nattsländeart som beskrevs av Wells och Huisman 1993. Chrysotrichia menara ingår i släktet Chrysotrichia och familjen smånattsländor. Inga underarter finns listade i Catalogue of Life.